# Каверет
Каверет (хебр. כוורת) била је израелска рок група која је била активна у периоду између 1973. и 1976. године.
Група Каверет је представљала Израел на Песми Евровизије у Брајтону 1974. са песмом Natati la Khayay, где су заузели укупно седмо место.

## Студијски албуми
- 1973 — 
- 1974 —  (хебр. פוגי בפיתה‎)
- 1975 —  (хебр. צפוף באוזן)